# Anghiari
Anghiari is een gemeente in de Italiaanse provincie Arezzo (regio Toscane) en telt 5887 inwoners (31-12-2004). De oppervlakte bedraagt 130 km², de bevolkingsdichtheid is 45 inwoners per km².

## Geografie
De gemeente ligt op ongeveer 429 m boven zeeniveau.
Anghiari grenst aan de volgende gemeenten: Arezzo, Caprese Michelangelo, Citerna (PG), Monterchi, Pieve Santo Stefano, Sansepolcro, Subbiano.